# Parafia św. Antoniego z Padwy w Częstochowie
Parafia św. Antoniego z Padwy w Częstochowie – parafia rzymskokatolicka w Częstochowie, należąca do dekanatu Częstochowa – św. Antoniego z Padwy w archidiecezji częstochowskiej.

## Historia
Parafia została utworzona 23 listopada 1936 roku przez biskupa Teodora Kubinę. Na początku obejmowała dzielnicę Ostatni Grosz oraz wsie: Brzeziny Wielkie z koloniami, Brzeziny Małe i Hutę Starą B z dworem. 16 sierpnia 1938 roku rozpoczęto budowę kościoła według projektu architekta z Krakowa inżyniera Zygmunta Gawlika. Budowę przerwał wybuch II wojny światowej. Wznowiono je w 1947 roku. Kościół został poświęcony 16 października 1956 roku przez biskupa Zdzisława Golińskiego. 2 kwietnia 1997 roku Arcybiskup Stanisław Nowak określił kościół parafialny jako sanktuarium św. Antoniego z Padwy. 

## Wydzielone parafie
Z terenów parafii zostały wydzielone parafie:
- Wniebowstąpienia Pańskiego – 1969
- św. Urszuli Ledóchowskiej – 1985
- św. Elżbiety Węgierskiej – 1987
- św. Rafała Kalinowskiego – 1991

## Proboszczowie parafii
| imię i nazwisko          | daty urzędowania |
| ------------------------ | ---------------- |
| Ks. Władysław Tomalka    | 1936 – 1938      |
| Ks. Stefan Jastrzębski   | 1938 – 1952      |
| Ks. Leon Stasiński       | 1952 – 1980      |
| Ks. Wincenty Kochanowski | 1980 – 1995      |
| Ks. Stanisław Gębka      | 1995 – 2003      |
| Ks. Andrzej Oleś         | 2003 – 2015      |
| Ks. Sylwester Kubik      | 2015 -           |